# Cascades Jadipai
Les cascades Jadipai (en bengalí, জাদিপাই ঝরনা) situades a Ruma Upazila, al districte de Bandarban, és una de les caigudes d'aigua més àmplia de Bangladesh. És un dels llocs turístics més atractius de Bangladesh. El flux de la caiguda de Jadipai es fa robust durant la temporada de pluges.

## Localització
Es troba a Ruma Upazila, al districte de Bandarban. Es troba a aproximadament dues hores a peu del pic de Keokaradong.

## Atracció turística
El camí és molt ziga-zaga amb alguns llocs esvelts. Al llarg d'aquest camí, el viatger passa pel Passing Para i Jadi Para. Els darrers 30 minuts d'aquest viatge són realment arriscats. Al cap de poc, quan els viatgers arribe a les cascades de Jadipai, es passa per alt l'angoixa, ja que la magnificència natural de la cascada de Jadipai és realment sorprenent.